# Scutellaria ossethica
Scutellaria ossethica là một loài thực vật có hoa trong họ Hoa môi. Loài này được Kharadze miêu tả khoa học đầu tiên năm 1961.